# Runcina avellana
Runcina avellana is een slakkensoort uit de familie van de Runcinidae. De wetenschappelijke naam van de soort werd voor het eerst geldig gepubliceerd in 2001 door Schmekel & Cappellato.